# 2010年全米オープン (テニス)
2010年 全米オープン（2010ねんぜんべいオープン、US Open 2010）は、アメリカ・ニューヨークにある「USTA ビリー・ジーン・キング・ナショナル・テニスセンター」にて、2010年8月30日から9月13日にかけて開催された。（大会期間中に雨天順延があったため、女子ダブルスと男子シングルスの決勝が月曜日の9月13日に持ち越された。）

## シニア

### 男子シングルス
ラファエル・ナダル def.  ノバク・ジョコビッチ, 6–4, 5–7, 6–4, 6–2
- ナダルにとって大会初優勝であり、4大大会9度目の優勝である。ナダルはこの優勝でキャリア・グランドスラムを達成した。

### 女子シングルス
キム・クライシュテルス def.  ベラ・ズボナレワ, 6–2, 6–1
- クライシュテルスにとって2005年と2009年に続く3度目の優勝である。

### 男子ダブルス
ボブ・ブライアン /  マイク・ブライアン def.  ロハン・ボパナ /  アイサム=ウル=ハク・クレシ, 7–6(5), 7–6(4)
- ブライアン兄弟にとって9度目の4大大会男子ダブルス優勝である。

### 女子ダブルス
バニア・キング /  ヤロスラワ・シュウェドワ def.  リーゼル・フーバー /  ナディア・ペトロワ, 2–6, 6–4, 7–6(4)
- キングとシュウェドワにとって2010年ウィンブルドン選手権に続く2度目の女子ダブルス優勝である。

### 混合ダブルス
リーゼル・フーバー /  ボブ・ブライアン def.  クベタ・ペシュケ /  アイサム=ウル=ハク・クレシ, 6–4, 6–4